# 埃尔坎盖姆利斯
埃尔坎盖姆利斯（法語：Erquinghem-Lys，法語發音：[ɛʁkɛ̃ɡɛm lis]）是法国上法蘭西大區北部省的一个市镇，位于该省中部偏西北，属于里尔区和里尔欧洲都会区。

## 地理
埃尔坎盖姆利斯（50°40'32"N, 2°50'51"E）面积9 平方千米，位于法国上法蘭西大區北部省，该省份为法国最北部的省份及最长的省份，西北濒北海，西接加来海峡省，南至埃纳省和索姆省，东与比利时接壤。
与埃尔坎盖姆利斯接壤的市镇（或旧市镇、城区）包括：涅普、斯滕韦克、利斯河畔萨伊、阿尔芒蒂耶尔、布瓦格勒尼耶、拉沙佩勒-达尔芒蒂耶尔、弗勒尔拜。
埃尔坎盖姆利斯的时区为UTC+01:00、UTC+02:00（夏令时）。

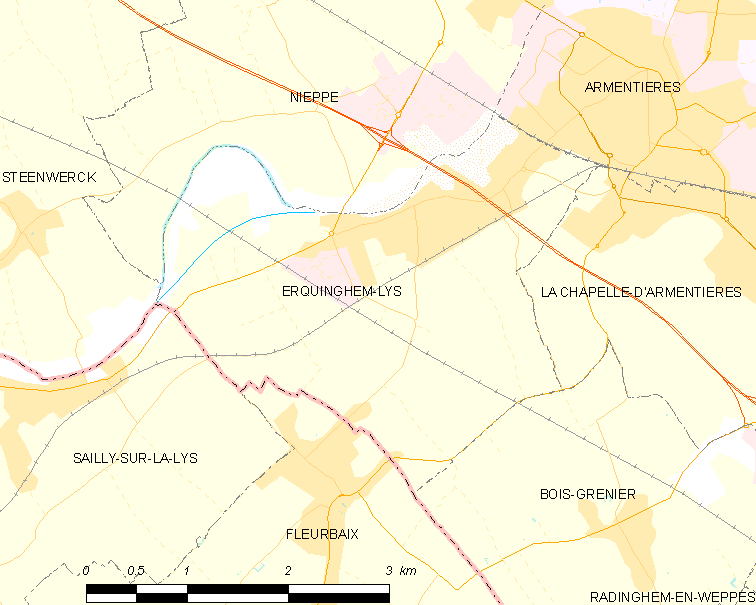
埃尔坎盖姆利斯的OSM定位图

## 行政
埃尔坎盖姆利斯的邮政编码为59193，INSEE市镇编码为59202。

## 政治
埃尔坎盖姆利斯所属的省级选区为阿尔芒蒂耶尔县。

## 人口

1962-2008年间埃尔坎盖姆利斯人口变化图示

埃尔坎盖姆利斯于2022年1月1日时的人口数量为5349人。